# 星の子
『星の子』（ほしのこ）は、今村夏子による日本の長編小説。『小説トリッパー』（朝日新聞出版）2017年春号に掲載、朝日新聞出版より同年6月7日に刊行された。幼少より病弱な娘を救いたい一心で、両親が新興宗教に傾倒し次第に崩壊していく家庭を、娘の視点により描く。第39回野間文芸新人賞受賞作。第157回芥川賞および本屋大賞2018候補作。
2019年12月6日に朝日文庫より文庫化された。
映画版が大森立嗣監督、芦田愛菜主演で、2020年10月9日に公開された。

## あらすじ
林ちひろは、中学3年生。
出生直後から病弱だったちひろを救いたい一心で、両親は「あやしい宗教」にのめり込んでいき、その信仰は少しずつ家族のかたちを歪めていく。

## 登場人物
林ちひろ
本作の主人公。
林まさみ
ちひろの姉。ちひろとは歳が5歳離れている。ちひろが小5のときに家を出ていった。

## 書評
鴻巣由季子
「ものを知っている人のほうが、知らない人より賢い。一般的にはそう考えられている。ところが、「知らざる人の目」を通してくっきり見えてくるものがある。知らない、見えない、わからないというのは、知った、見えた、わかった後からすると、二度と取り戻せない「力」でもあるのではないか。今村夏子の『星の子』を読んで、そんなことを思う。」

## 書誌情報
単行本
- 星の子（朝日新聞出版、2017年6月7日発売、ISBN 978-4-02-251474-5）

文庫本
- 星の子（朝日文庫、2019年12月6日発売、ISBN 978-4-02-264940-9）

## 映画
2020年10月9日公開。監督は大森立嗣、主演は芦田愛菜。初日舞台挨拶がTOHOシネマズ六本木ヒルズにて実施され、全国10都市19会場に中継された。
全国191映画館で公開され、2020年10月10日・11日の全国週末興行成績（興行通信社）では初登場10位（観客動員）となった。
主演の芦田愛菜にとって、言葉にならない感情をまなざしや佇まいで表現しなければならない難しい役どころを演じることとなったが、雑誌『AERA』（朝日新聞出版）の取材に対し「全てを分かりやすく伝えることだけがお芝居の面白さではない」と答えている。また、芦田は原作を読んだうえで、髪を切ってはどうかと大森監督に提案した。大森も「髪が長いと女性としての意思を感じてしまう。ちひろはまだそんな感じではない」と受け容れた。

### キャスト
- 林ちひろ - 芦田愛菜
- 南先生 - 岡田将生[12]
- 雄三おじさん - 大友康平[12]
- 海路さん - 高良健吾[12]
- 昇子さん - 黒木華[12]
- まーちゃん - 蒔田彩珠[12]
- 林ちひろ（幼少期） - 粟野咲莉
- なべちゃん - 新音[12]
- 和歌子おばさん - 池谷のぶえ
- 落合さん - 池内万作
- ツダさん - 宇野祥平
- さなえ - 見上愛
- 春ちゃん - 赤澤巴菜乃
- 新村くん - 田村飛呂人
- 麻美先生 - 大谷麻衣
- ちひろの父 - 永瀬正敏[17]
- ちひろの母 - 原田知世[17]

### スタッフ
- 原作：今村夏子『星の子』（朝日文庫 / 朝日新聞出版刊）
- 監督・脚本：大森立嗣
- 音楽：世武裕子
- エンディング曲：世武裕子「Star Child」
- プロデューサー：吉村知己、金井隆治、近藤貴彦
- 共同プロデューサー：高口聖世巨、飯田雅裕
- アシスタントプロデューサー：横山一博
- 撮影：槇憲治
- 照明：水野研一
- 美術：堀明元紀
- 録音：島津未来介
- 装飾：田口貴久
- 衣装：纐纈春樹
- ヘアメイク：寺沢ルミ
- 編集：早野亮
- スチール：三木匡宏
- 助監督：小南敏也
- 制作担当：斉藤大和
- ラインプロデューサー：飯塚香織
- キャスティング：神林理央子
- タイトルアート：清川あさみ
- アニメーション演出・作画：香月邦夫
- アニメーション美術監督：東地和夫
- 似顔絵作画：紅月陽
- VFXスーパーバイザー：田中貴志
- オリジナル・サウンドトラック：ポニーキャニオン
- 助成：文化庁文化芸術振興費補助金（映画創造活動支援事業）独立行政法人日本芸術文化振興会
- 配給：東京テアトル、ヨアケ
- 製作プロダクション：ヨアケ、ハーベストフィルム
- 製作幹事：ハピネット、ヨアケ
- 製作：「星の子」製作委員会（ハピネット、東京テアトル、テレビ東京、朝日新聞社、グランマーブル、ヨアケ、テレビ大阪、博報堂DYミュージック&ピクチャーズ、ハーベストフィルム）

### 受賞
- 第30回日本映画批評家大賞
  - 作品賞[18]
- 第42回ヨコハマ映画祭
  - 助演女優賞（蒔田彩珠、『朝が来る』とあわせて）[19]
- 第94回キネマ旬報ベスト・テン
  - 助演男優賞（宇野祥平、『罪の声』ほかと合わせて）[20]